# Ebibeyin
Ebibeyín (exónimo español) o Ebibeyin (endónimo)
 es una ciudad ecuatoguineana de la región continental de Río Muni y capital de la provincia de Kié-Ntem. Se localiza en la triple frontera con Gabón y Camerún. Esta situación geográfica le da el privilegio de ser el lugar de conexión de tres rutas de transporte provenientes de Bata, Yaundé y el centro de Gabón. Según el censo de 1983, contaba con 3540 habitantes, que en 2001 habían pasado a ser 19 515, lo que la convierte en la tercera ciudad del país y la que más habitantes nativos posee lo que le convierte en un lugar estratégico para las elecciones políticas del país.

## Cultura y economía
Al estar en el cruce de tres países, es también el cruce de tres culturas y una ciudad importante desde el punto de vista comercial. Debido a la fuerte presencia de descendientes hispanos en la zona el español es la lengua predominante.

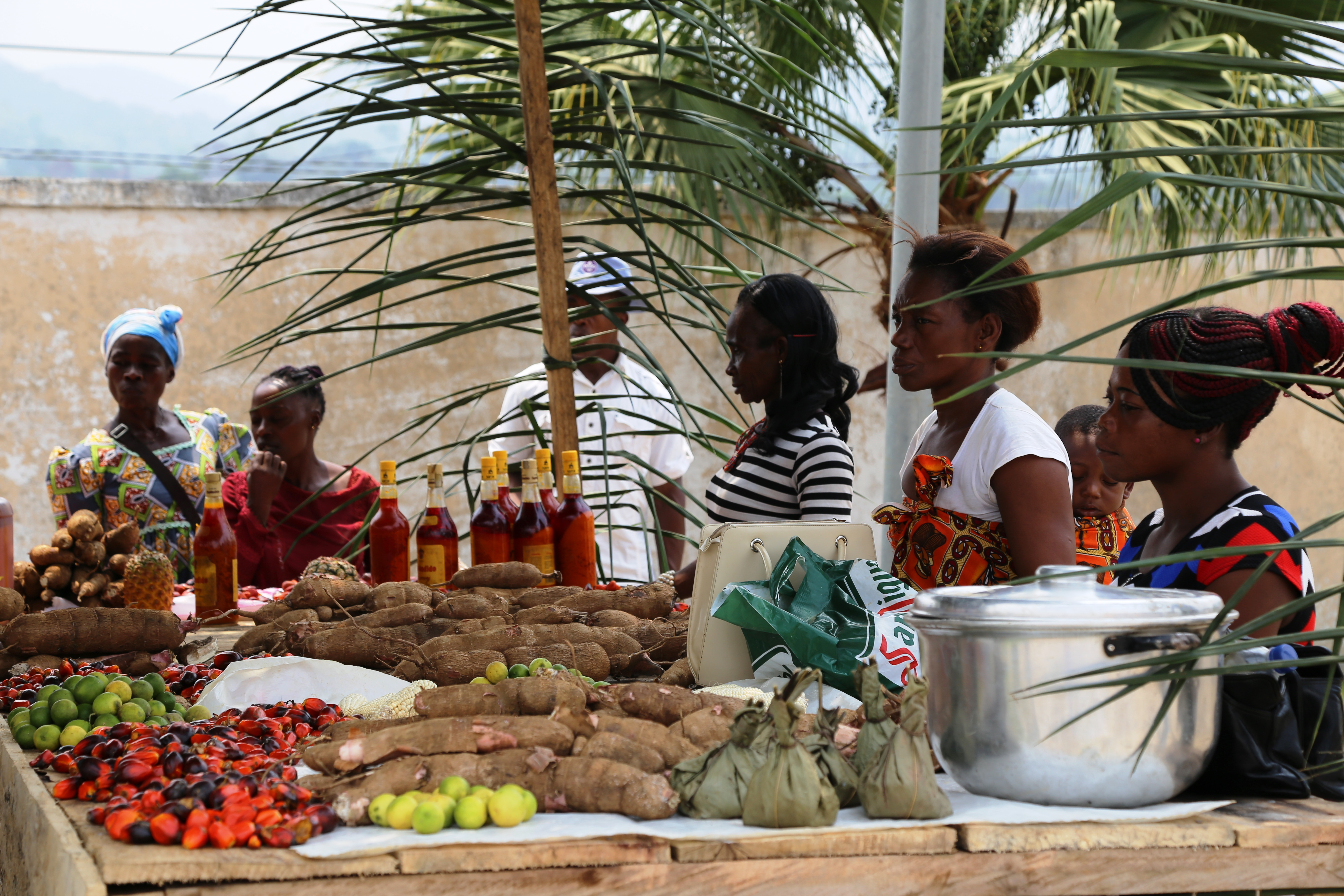
Mercado en Ebibeyin, año 2021.

## Equipamientos
En la ciudad se encuentra el gran mercado transfronterizo de Akombang, uno de los grandes mercados de la nación y del centro de África, donde se pueden encontrar una gran variedad de mercancías y productos procedentes de todos los rincones de África, además de ser un punto de encuentro intercultural entre gentes autóctonas y transportistas y comerciantes temporales de otros países cercanos.

## Geografía
El río más grande del distrito de Ebibeyín es el río Kié, que pasa a un kilómetro de la ciudad haciendo frontera con Gabón, Camerún y da nombre a la provincia. Le sigue el río Bolo.

## Personajes ilustres
- Teófilo Ondó Nkulu, fundador de la ciudad, llegado desde Gabón con su familia.
- Ricardo Mangue Obama Nfubea, ex primer ministro.
- Lucas Abaga Nchama, Gobernador del Banco de los Estados del África Central - BEAC (nieto del fundador Teófilo Ondó Nkulu).
- Antimo Esono, filólogo y escritor.
- Juan Barbé Durán (n. 1937), primer hombre blanco nacido en esta ciudad. Sus padres eran españoles, de Tarrasa.
- Pedro Metu Mamiaga Oyana, primer mártir por la transición política de Guinea Ecuatorial.
- Vicente Ncogo Ondó Nkulu, futbolista (el menor de los hijos del fundador Teófilo Ondó Nkulu).
- Eloy Edú Nkene, futbolista.
- Miguel Ángel Mayé Ngomo, futbolista.
- José Bokung Alogo, alias Colin, futbolista.